# Чунский сельсовет
Чунский сельсовет — административно-территориальная единица, выделявшаяся в составе Тунгусско-Чунского района Эвенкийского автономного округа Красноярского края.

## История
Информация о времени образования сельсовета разнится. Один и тот же источник указывает:
- «... С 1934 года Эвенкийский национальный округ являлся составной частью Красноярского края и состоял из трёх районов: Илимпийского, Байкитского и Тунгусско-Чунского и 17 сельских советов: Нидымский, Учамский, Тутончанский, Ногинский, Кислоканский, Экондинский, Чириндинский, Ессейский, Ванаварский, Стрелковский[4], Чемдальский, Муторайский, Байкитский, Куюмбинский, Ошаровский, Полигусовский, Суломайский»;
- «Чунский кочевой Совет предположительно организован вместе с образованием Эвенкийского национального округа и Тунгусско-Чунского района с центром в п. Стрелка-Чуня в 1930 году. На основании постановления Президиума окрисполкома от 27.07.1933 № 21/72 из Чунского кочсовета выделен Муторайский кочевой Совет. Чунский сельский Совет депутатов трудящихся предположительно был создан в 1940 году. Информация о дате его образования в документах архивохранилища с. Ванавара отсутствует. С 1977 года учреждение стало носить название Чунский сельский Совет народных депутатов. В архивохранилище с. Ванавара на хранении имеются документы Чунского сельского Совета народных депутатов, начиная с 1987 года»[5].

14 февраля 1992 года — сельсовет был упразднён и была образована сельская администрация посёлка Стрелка-Чуня.
Законом Эвенкийского автономного округа от 07.10.1997 № 63 вместо упразднённого Чунского сельсовета была утверждена территориальная единица сельское поселение село (с 2002 года посёлок) Стрелка-Чуня.
В 2010 году были приняты Закон об административно-территориальном устройстве и реестр административно-территориальных единиц и территориальных единиц Красноярского края, согласно которым посёлок Стрелка-Чуня непосредственно вошёл в состав Эвенкийского района как административно-территориальной единицы с особым статусом.
Сельсовет выделялся как единица статистического подсчёта до 2002 года.
В ОКАТО сельсовет как объект административно-территориального устройства выделялся до 2011 года.

## Состав
| № | Населённый пункт | Тип населённого пункта | Население |
| - | ---------------- | ---------------------- | --------- |
| 1 | Стрелка-Чуня     | посёлок                | ↘139      |